# Tavernes Blanques
Tavernes Blanques (Spanisch: Tabernes Blanques) ist eine Gemeinde in der spanischen Provinz Valencia. Sie befindet sich in der Comarca Horta Nord in der Agglomeration Valencia.

## Geografie
Das Gemeindegebiet grenzt an die folgenden Gemeinden: Alboraya, Almàssera, Bonrepòs i Mirambell und Valencia, die alle in der Provinz Valencia liegen. 

## Geschichte
Es wird angenommen, dass der Ursprung der Tabernes Blanques in der Römerzeit liegt, als es vermutlich eine Taverne in der Nähe der Via Augusta gab, die Rom mit Cádiz verband. 

## Demografie
| 1842 | 1900 | 1930  | 1950  | 1970  | 1981  | 1991  | 2001  | 2011  |
| ---- | ---- | ----- | ----- | ----- | ----- | ----- | ----- | ----- |
| 348  | 584  | 1.677 | 2.181 | 4.312 | 7.186 | 8.075 | 8.653 | 9.325 |